# أبي بن خلف
أبي بن خلف أحد رؤوس قريش وكبارهم، وهو أخ لأمية بن خلف الذي أشتهر بتعذيبه لبلال بن رباح، قُتل أبي بن خلف في غزوة أحد في العام الثالث الهجري على يد الرسول محمد ، وهو الرجل الوحيد الذي قتله الرسول.

## حياته
هو أبي بن خلف بن وهب بن حذافة بن جمح بن عمرو بن هصيص بن كعب بن لؤي بن غالب بن فهر بن مالك بن النضر بن كنانة بن خزيمة بن مدركة بن إلياس بن مضر بن نزار بن معد بن عدنان.من شخصيات ورؤساء قريش في الجاهلية، وأحد كفار ومشركي العرب عند ظهور الإسلام، كان من بين ألدِّ خصوم النبي وأكثرهم إيذاء له، ومن أشدهم استهزاءً به وإحجاجًا عليه.
جاء في تفسير الطبري: «عن مقسم في قوله: ﴿وَيَوْمَ يَعَضُّ الظَّالِمُ عَلَى يَدَيْهِ يَقُولُ يَا لَيْتَنِي اتَّخَذْتُ مَعَ الرَّسُولِ سَبِيلًا ۝٢٧﴾ [الفرقان:27] قال: اجتمع عقبة بن أبي معيط وأبيّ بن خلف, وكانا خليلين, فقال أحدهما لصاحبه: بلغني أنك أتيت محمدا فاستمعت منه, والله لا أرضى عنك حتى تتفل في وجهه وتكذّبه, فلم يسلطه الله على ذلك, فقتل عقبة يوم بدر صبرا. وأما أُبيّ بن خلف فقتله النبيّ صلى الله عليه وسلم بيده يوم أُحد في القتال, وهما اللذان أنـزل الله فيهما: ﴿وَيَوْمَ يَعَضُّ الظَّالِمُ عَلَى يَدَيْهِ يَقُولُ يَا لَيْتَنِي اتَّخَذْتُ مَعَ الرَّسُولِ سَبِيلًا ۝٢٧﴾ [الفرقان:27].»

## مقتله
روى ابن شهاب، عن سعيد بن المسيب، قال: أسر أبي بن خلف يوم بدر، فلما افتدى من رسول الله  قال لرسول الله ﷺ: أن عندي فرسا أعلفها كل يوم من ذرة، لعلي أقتلك عليها، فقال له رسول الله : ((بل أنا أقتلك عليها، إن شاء الله)) . فلما كان يوم أحد أقبل أبي ابن خلف تركض فرسه تلك، حتى دنا من رسول الله ، فاعترض رجال من المسلمين له ليقتلوه، فقال لهم رسول الله : ((استأخروا، استاخروا)) ، فقام رسول الله  بحربة في يده، فرمى بها أبي بن خلف، فكسرت ضلعا من أضلاعه، فرجع إلى أصحابه ثقيلا، فاحتملوه حتى ولوا به، وطفقوا يقولون له: لا بأس، فقال أبي: ألم يقل لي: ((بل أنا أقتلك، إن شاء الله)) ، فانطلق به أصحابه، فمات ببعض الطريق، فدفنوه.